# 市川代治
市川 代治（いちかわ だいじ、明治5年10月25日（1872年11月25日） - 大正11年(1922年））は戦前日本の経済学者。ベルリン大学で9年間哲学・経済学を学ぶ傍ら、ベルリン東洋語学校等で日本語を教え、帰国後は東亜経済調査局に勤務した。『方丈記』ドイツ語訳で知られる。

## 経歴

### 日本での学歴
明治5年（1872年）10月25日山形県村山郡蔵増村に生まれた。後の住所は蔵増村蔵増甲1101番地。蔵増尋常小学校、天童高等小学校、山形県立山形中学校を経て、仙台の第二高等学校に入学した。1896年（明治29年）卒業後、上京して帝国大学文科に入学し、社会学を専攻し 、1899年（明治32年）7月東京帝国大学文学部哲学科を卒業した。

### ドイツ留学
1899年9月27日横浜港を出港し、フランスで半年間フランス語を学んだ。1900年4月パリ万国博覧会を見学後、ドイツに渡り、同年夏学期からベルリン大学で哲学、1904年夏学期から国民経済学を専攻した。同年日露戦争が勃発した際には8月20日ハノーファーで「日露戦争観」について演説した。
1905年同大学付属ベルリン東洋語学校講師となり、辻高衡と共に日本語を教えたほか、プロイセン陸軍大学、国民大学、ベルリッツ国際語学校等でも教えた。日露戦争後黄禍論が高まると、1907年2月22日カトヴィッツで「黄禍有無」の演説を行ったほか、亜細亜協会の要請で陸軍大学講堂で「日本の婚姻」、和独会の要請で「日米問題」について講演した。
日本人との交流では、1903年5月井上円了の旅宿を手配し、大谷瑩亮・中村久四郎とも行動を共にし、1905年2月26日玉井喜作のベルリン到着12周年を堀光亀・松岡均平・乙竹岩造・服部教一・中村健一郎等と祝っているほか、1907年4月藤井健治郎と共にベルリン某駅に新村出を出迎えている。また、在独日本人・中国人を中心に亜細亜倶楽部を設立し、親睦を図ったが、帰国後に自然消滅した。

### 帰国
1908年夏学期でベルリン大学を離れ、東洋語学校の後任を東大同期菅野養助に任せ、秋にシベリア経由で帰国し、同年南満州鉄道東亜経済調査局主任 また日独協会理事、村山同郷会終身評議員、『大日本』誌編集顧問を務めた。1918年（大正7年）第一次世界大戦終結後は日独戦ドイツ兵捕虜の就職支援に尽力した。
1920年（大正9年）度に東亜経済調査局を退職した。1921年（大正10年）神奈川県鎌倉町へ転居。1922年（大正11年）死亡したため、日本図書館協会を退会になった。

## 著書
- 1902年 Eine kleine Hütte, Hōjōki : Lebensanschauung von Kamo no Chōmei[2] - 鴨長明『方丈記』独訳[2]。
- 1901年 Tamayori Hime (Fräulein Edelstein) aus dem altjapanischen "Sumiyoshi Monogatari" - 『住吉物語』独訳。Anna Vogelと共訳[2]。
- 1907年 Die Kultur Japans[19]（『日本の文化』[20]） - 1914年オスマン帝国でMübahât BeyによりJaponya Tarih-i Siyasisi（『日本政治史』）としてトルコ語訳された[21]。

在独中『Ost=Asien』誌に「日本と対ロシア戦争」「黄禍」「日本における鉄砲の伝来」「日本における最初のアメリカ軍艦」「国際政治学者の目から見た東アジア」等、帰国後『大日本』誌に「独土経済関係」「英独経済戦争」「波斯と英露関係」、「独逸の対日本観」「独逸の日露協約観」「独逸の中欧縦断策」等を寄稿している。

## 栄典
- 1914年 プロイセン王国赤鷲第4等勲章（ドイツ語版）[23]

## 家族
- 父：市川和吉[5]
- 母：さき[2]
- 兄：市川孫四[24] - 蔵増村会一級議員[25]。
- 妻：俊子（とみ子[24]） – 市川孫四長女[20]。